# パオパオ
- 藤子不二雄 > 作品のキャラクター > パオパオ

パオパオは、藤子不二雄の藤本弘（のちの藤子・F・不二雄）による漫画『ジャングル黒べえ』に登場するキャラクター。

## 概要
『ジャングル黒べえ』に登場。羽のような耳が生えた2本足の象で、胴体がなく顔からそのまま足が生えている。目は3のような形をしている。
『ドラえもん』が初出ではないにもかかわらず、『ドラえもん』の映画作品に3作品もゲスト登場した（後述）。

## 能力
- 人懐こく、人間を乗せて走る（乗り物代わり）。
- 鼻から水を出す。
- 鼻から空気を出す（加速やブレーキに使用）。
- 飛行能力（耳を使って空を飛ぶほか、身軽にジャンプをする）。
- 宇宙空間でも生存可能。
- 極寒では、氷の中で冬眠を行い、冬眠の最中は体色が変わっても歳を取ることはない。数百万年に渡って冬眠した個体も発見されている（『のび太の南極カチコチ大冒険』にて言及）。

## 『ジャングル黒べえ』
黒べえの故郷のアフリカの密林にあるピリミー族の村付近に生息する動物で、登場する個体は黒べえのペットで黒べえを追って自力で日本に来た。レギュラーで登場する為、他のピリミー族の動物（UMA・珍獣）と比べても、登場頻度が高い。
好きなものはバナナやパイナップルなどの果物、嫌いなものはネズミ。

## 他作品への登場
以下は、いずれも『ドラえもん』関連作品である。また、どの作品でも宇宙生物という設定が追加されている。

### 藤本が直接関わっている作品
『ドラえもん のび太の宇宙開拓史』（漫画および映画）
『ドラえもん 新・のび太の宇宙開拓史』（藤本没後のリメイク映画）
コーヤコーヤ星に生息する動物の1種として、デンデンワニやダックスキリンなどの『ジャングル黒べえ』に登場するピリミーの動物とともに登場。人懐っこく、『ジャングル黒べえ』時同様、移動手段として活躍する。原作では緑色、映画では水色、リメイク映画では黄色。

### 藤本が直接関わっていない作品
『コーヤコーヤ星物語』（小説）
『宇宙開拓史』の前日談。コーヤコーヤ星の動物の1種として登場。文・笹木輦、画・芝山努。
『ドラえもん のび太の南極カチコチ大冒険』（映画）
『ジャングル黒べえ』や『宇宙開拓史』同様、移動手段として活躍する。水色と黄色のパオパオが登場。また、雑誌や公式サイトでは、オリジナルのパオパオをデザインする「きみのパオパオコンテスト」が開催された。
こちらの作品ではヒョーガヒョーガ星の動物の1種として登場。
『迷子のパオパオ』（テレビアニメ『ドラえもん』の1話）
2017年3月17日放送。裏山で卵のような球状になっていたところをのび太たちに発見される。

## 声優
- 水鳥鉄夫 - 『ジャングル黒べえ』
- 浅田舞 - 『ドラえもん のび太の南極カチコチ大冒険』[7]
- 織田信成 - 『ドラえもん のび太の南極カチコチ大冒険』[7]
- 遠藤綾 - 『ドラえもん のび太の南極カチコチ大冒険』
- 東山奈央 - 『ドラえもん のび太の南極カチコチ大冒険』
- 豊崎愛生 - 『迷子のパオパオ』